# Georg Holtzendorff
Conde Georg Holtzendorff (también deletreado Holzendorff) fue un pintor de Sajonia, especialista en paisajes, figurillas y querubines, que buscó refugio en Inglaterra en consecuencia de la guerra franco-prusiana.

## Obras

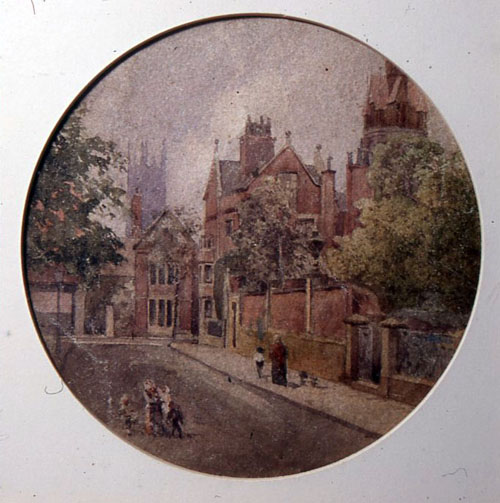
«Beckett Street» por Georg Holtzendorff. Muestra el Derby Museum and Art Gallery alrededor de 1882, cuando había una casa para el curador.

Holtzendorff ha trabajado para la Royal Crown Derby y ha elaborado bocetos que representan el paisaje de Derbyshire, y que se aplicaron en porcelana.
Su obra principal fue la decoración del «Servicio de Postre de Gladstone», presentado por los Liberal Working Men de Derby al Primer ministro William Ewart Gladstone en 1883. Una acuarela de Holtzendorff (alrededor de 1882), con una vista de Becket Street, Derby, con el Derby Museum and Art Gallery al fondo, es el único estudio restante en papel vinculado con el servicio de Gladstone.